# Bill Kelliher
Bill Kelliher (Victor, 23 marzo 1971) è un chitarrista e cantante statunitense, membro del gruppo sludge metal Mastodon.
In coppia con l'altro chitarrista dei Mastodon, Brent Hinds, suona complesse parti ritmiche.
Il 12 giugno 2007 Keliher e Hinds hanno ricevuto il Metal Hammer Golden Gods Award come migliori "shredders".
Il 3 novembre 2008 fu ricoverato in ospedale per una pancreatite acuta durante un tour europeo. Il gruppo continuò il tour senza di lui per onorare le date stabilite.
Kelliher è sposato e ha due figli.